# La Tota Santillán
Ricardo Daniel Carías (San Martín, Mendoza, 1 de agosto de 1967-Castelar, provincia de Buenos Aires, 22 de septiembre de 2024), más conocido como Daniel  La Tota Santillán,  fue un conductor de televisión y radio, productor musical, y cantante argentino, considerado uno de los animadores más exitosos de la movida tropical. Como cantante grabó varios discos. Fue presentador de su amigo el cantante Rodrigo Bueno y Walter Olmos.

## Biografía

### Nacimiento
Nació con el nombre de Ricardo Daniel Carías, en la localidad de San Martín, a 45 km de la ciudad de Mendoza. Durante su infancia se mudaron a Buenos Aires con su familia.
Su familia era pobre. Se fue de su casa cuando apenas tenía 14 años, vendía garrapiñada y escobas en la vía pública, fue tarjetero de las bailantas en donde dormía. Se dedicó a recorrer pubs y cantinas para vender shows de José Marrone, Chiqui Pereyra, Don Pelele y Alberto Locati.
Se casó antes de los veinte años y tuvo dos hijos, Daniela y Leandro. Más tarde se separó.
En junio de 2023, fue condenado a 5 años y 6 meses de prisión por el Tribunal N.º7 por el delito de ejercer violencia de género y amenazar a su expareja y madre de dos de sus hijas.

## Fallecimiento
El 22 de septiembre de 2024, fue encontrado sin vida en el sillón de su residencia de Castelar. Tenía 57 años. Según el resultado preliminar de la autopsia, se reveló que la causa de su deceso fue por síndrome asfíctico y que su cuerpo estaba quemado en un noventa porciento. Al momento, las hipótesis apuntan a un accidente, surgido por un desperfecto eléctrico que había en la casa, y a un suicidio, basado en el trastorno de bipolaridad y en el parte de la Justicia donde se indica que no hubo indicio de defensa.

## Carrera en el mundo del espectáculo
En 1990 participó de un casting que buscaba hombres para conducir un programa de música tropical. A pesar de todo, debutó como coconductor de ese programa hasta 1996.
Entre 1999 y 2002 condujo Pasión tropical por el canal Azul TV (ex Canal 9).
En diciembre de 2002, debido a la censura de Pasión tropical y de Siempre sábado pasó al canal América 2, con un nuevo formato de programa tropical llamado Pasión de sábado, popular ciclo que condujo hasta 2005.
En el verano de 2006-2007 fue convocado por el productor teatral Gerardo Sofovich para participar en la obra de teatro Pobres pero casi honradas. Posteriormente a ese debut como actor, también participó en El champán las pone mimosas junto a Nazarena Vélez y otras figuras del medio.
En 2006 condujo otro programa dedicado a la música tropical, más específicamente del género de cumbia, por el Canal 7 de televisión, que fue levantado del aire a fines de 2007. Ese mismo año participó de Cantando por un sueño, segmento del programa El Show de Videomatch que conduce Marcelo Tinelli. También participó del programa Transformación, donde casi pierde la vida debido a una operación para adelgazar.
En 2007 volvió a participar como reemplazante del diseñador Roberto Piazza en Cantando por un Sueño 2.
En 2008 actuó en la obra teatral Más loca que una vaca.
En febrero de 2008 participó en el Bailando por un sueño 2008 junto a Virginia Dobrich, siendo eliminado en la gala 31 por Adabel Guerrero.
En 2011 participó en Cantando por un sueño 2011, siendo el primer eliminado, contra Belén Francese.

## Discografía
- 2000: Los éxitos de la Tota, Leader Music
- 2001: XXL, Leader Music
- 2008: Tú vives en mí, EMI Odeón
- 2009: El que más te ha querido
- 2011: Tu amor... como el cielo

## Televisión
Programas
| Año       | Programa                                                    | Cadena                             | Rol                    |
| --------- | ----------------------------------------------------------- | ---------------------------------- | ---------------------- |
| 1997      | Tropicalísima                                               | ATC                                | Presentador            |
| 1999-2002 | Pasión tropical                                             | Azul Televisión                    | Presentador            |
| 2002-2005 | Pasión de sábado                                            | América TV                         | Presentador            |
| 2004      | La niñera                                                   | Telefe                             | Ernesto Sábalo         |
| 2005      | Sábados musicales                                           |                                    | Presentador            |
| 2005      | Casados con hijos                                           | Telefe                             | Cameo                  |
| 2005-2007 | Pasión popular                                              | Canal 7                            | Presentador            |
| 2006      | Fiesta tropicalísima                                        | América TV                         | Presentador            |
| 2006      | Collar de Esmeraldas                                        | Canal Trece Participación especial | Presentador            |
| 2006      | Hoy me desperté (Programa especial de la Fundación Huésped) | Canal Trece                        |                        |
| 2009      | Por amor a vos                                              | El Trece                           | Participación especial |
| 2009      | Made in Tota                                                | San Luis SAT                       | Presentador            |
| 2009      | Movida total                                                |                                    | Presentador            |
| 2012-2013 | Tropicalísima TV                                            | A24                                | Presentador            |

Realitys
| Año  | Programa                     | Cadena   | Rol                   |
| ---- | ---------------------------- | -------- | --------------------- |
| 2006 | Cantando por un sueño        | El Trece | Semifinalista         |
| 2007 | Cantando por un sueño        | El Trece | 9.ª Pareja eliminada  |
| 2008 | Bailando por un sueño (2008) | El Trece | 31.ª pareja eliminada |
| 2012 | Cantando (2012)              | El Trece | 15.ª pareja eliminada |
| 2013 | Celebrity Splash             | Telefe   | 17.º eliminado        |
| 2017 | Bailando (2017)              | Eltrece  | Invitado especial     |

## Cine
- 2001: Rodrigo, la película

## Obras teatrales
- 2005: Pobres pero casi honradas.
- 2007: El champán las pone mimosas.
- 2008: Coro Kennedy 25 años (Invitado especial).
- 2008: Más loca que una vaca.
- 2009: Celebra la risa.
- 2009: Bendito total.
- 2010: Trastornados.
- 2011: La revista para todos.
- 2012: Totalmente locos.
- 2013: Hasta que la risa no se pare.
- 2014: Celebrity humor.
- 2015: Tu cola me suena.
- 2016: Los cazafortunas perdidos en Mar del Plata.
- 2017: Revistota

## Videoclips
| Videoclips | Videoclips | Videoclips           | Videoclips                |
| Año        | Título     | Personaje/Rol        | Artista                   |
| ---------- | ---------- | -------------------- | ------------------------- |
| 1995       | El Murgero | Jefe de Comparsa     | Los Auténticos Decadentes |
| 1999       | Yerba Mala | Presentador de Boxeo | Rodrigo Bueno             |